# Teodor Meleșcanu
Teodor Viorel Meleșcanu (Brad, 10 marzo 1941) è un politico e diplomatico rumeno.
Esperto funzionario del ministero degli esteri nel periodo della Romania comunista, dopo la rivoluzione romena del 1989 si avvicinò al nuovo Fronte Democratico per la Salvezza Nazionale di Ion Iliescu e fu ministro degli esteri sotto il governo del socialdemocratico Nicolae Văcăroiu (1992-1996).
Già senatore, si orientò progressivamente al centro-destra e, nel 1997, fondò il partito Alleanza per la Romania, che nel 2002 confluì nel Partito Nazionale Liberale di Călin Popescu-Tăriceanu. Tra il 2007 e il 2008 fu ministro della difesa nel governo Tăriceanu II.
Su nomina del presidente Traian Băsescu tra il 2012 e il 2014 rivestì l'incarico di capo del Serviciul de Informații Externe (SIE), l'intelligence rumena. Lasciò il SIE per candidarsi alla presidenza della repubblica in occasione delle elezioni presidenziali in Romania del 2014, alle quali ottenne appena l'1% delle preferenze.
Fu nuovamente ministro degli esteri sotto i governi Ponta III (rivestì l'incarico per poco più di una settimana nel 2014), Grindeanu (dal gennaio al giugno 2017), Tudose (dal giugno 2017 al gennaio 2018) e Dăncilă (dal gennaio 2018 al luglio 2019).
Nel 2016 ottenne un ulteriore mandato al senato nelle liste dell'Alleanza dei Liberali e dei Democratici. Destituito dal ruolo di ministro degli esteri nel luglio 2019, nel settembre dello stesso anno fu eletto nuovo presidente del senato in sostituzione del dimissionario Tăriceanu. Irregolarità riscontrate dalla Corte costituzionale nella procedura di nomina, tuttavia, lo costrinsero a lasciare il ruolo già nel febbraio 2020.

## Formazione e carriera accademica
Nato nel 1941, trascorse l'infanzia tra il nativo villaggio di Brad (Hunedoara) e quello di Buteni, luogo di origine dei nonni materni. Nell'adolescenza si trasferì ad Arad per frequentare il liceo Moise Nicoară e nel 1959 fu ammesso alla facoltà di giurisprudenza dell'Università di Bucarest, conseguendo la laurea nel 1964. Tra il 1964 e il 1966 seguì un corso di studi postlauream in relazioni internazionali nello stesso ateneo.
Dopo che nel 1966 ebbe ottenuto il suo primo incarico di funzionario diplomatico nel quadro del ministero degli esteri, frequentò dei corsi postlauream in Svizzera presso la facoltà di scienze economico-sociali dell'Università di Ginevra (1967-1968) e del Graduate Institute of International and Development Studies di Ginevra (1967-1970). Nel 1973 conseguì il dottorato in scienze politiche e diritto internazionale dell'Università di Ginevra.
Protagonista di una lunga carriera diplomatica sotto il regime, dopo la rivoluzione vi affiancò anche la carriera didattica. Tra il 1990 e il 1991 fu professore presso la Scuola nazionale di studi politici e amministrativi di Bucarest e dal 1992 al 2013 ordinario di scienze politiche presso le facoltà di scienze politiche e di storia dell'Università di Bucarest. Dal 2013 fu nuovamente docente presso la scuola dottorale di studi politici e amministrativi. Autore di numerose pubblicazioni, tra le altre attività scientifiche fu vicepresidente dell'associazione di diritto e relazioni internazionali (ADIRI) di Bucarest, membro dell'istituto di studi politici di Bucarest, dell'istituto romeno di studi internazionali (IRSI) e della Commissione del diritto internazionale dell'organizzazione delle Nazioni Unite (1996-2011), nonché presidente della stessa commissione nel 2004.
Fu insignito, inoltre, di due lauree honoris causa: una dall'istituto di studi diplomatici di Città del Messico (1963) e un'altra dall'Università di scienze umanistiche di Chișinău (2003). Dal 2002 fu membro dell'ordine degli avvocati di Bucarest.

## Carriera diplomatica tra regime e democrazia
La sua carriera diplomatica nel ministero degli esteri iniziò a 25 anni nel 1966, operandovi nei successivi 30 anni fino al 1992 e riuscendo, tramite concorsi e promozioni, a raggiungere il rango di ambasciatore.
Nel 1966 fu assunto alla direzione giuridica e dei trattati. Tra il 1970 e il 1978 lavorò come segretario nel dipartimento per le organizzazioni internazionali, nella sezione trattati sul disarmo. Rientrato nel 1973 dalla Svizzera, dove aveva compiuto studi specialistici, continuò la scalata nei quadri del ministero. Tra il 1978 e il 1985 fu segretario della commissione permanente per la Romania presso l'Organizzazione delle Nazioni Unite a Ginevra.
La caduta del regime di Nicolae Ceaușescu avvenne nel dicembre 1989, mentre le prime elezioni libere furono celebrate nel maggio 1990. Queste furono vinte dal Fronte di Salvezza Nazionale (FSN) di Ion Iliescu e Petre Roman. Nel quadro del governo Roman II, su indicazione diretta dell'allora ministro degli esteri Adrian Năstase (poi premier dal 2000 al 2004), Meleșcanu fu nominato sottosegretario di stato (1990-1991), capo del dipartimento per America latina, Asia e Africa (agosto 1990-maggio 1991) e, infine, segretario di stato (maggio 1991-novembre 1992).
Nel 1990 ottenne il grado di consigliere diplomatico e, nel 1992, quello di ambasciatore.

## Carriera politica dopo la rivoluzione

### Ministro degli esteri nel governo Văcăroiu
Le elezioni parlamentari in Romania del 1992 segnarono la vittoria del partito successore del FSN, il Partito della Democrazia Sociale di Romania (PDSR). Il nuovo primo ministro Nicolae Văcăroiu nominò Meleșcanu ministro degli esteri del suo governo. Durante il mandato, quindi, fu membro e leader delle delegazioni rumene in seno alle conferenze e alle riunioni delle Nazioni Unite, dell'OSCE, del Consiglio europeo e della NATO. Proprio in questo periodo la Romania, che iniziava a riaprirsi alla politica internazionale dopo la chiusura imposta dal regime, firmò l'Accordo europeo di associazione alla Comunità europea e fece domanda di adesione ad Unione europea e NATO.

### Senatore PDSR e fondazione di ApR
Al termine della legislatura si candidò con il PDSR per un seggio al senato in occasione delle elezioni parlamentari in Romania del 1996 (vinte dalla coalizione di centro-destra della Convenzione Democratica Romena). Eletto nel distretto di Prahova fu membro della commissione per la politica estera del senato e, fino al novembre 1997, membro della delegazione del parlamento romeno al consiglio europeo.
Nel giugno 1997, tuttavia, si verificò una rottura con il PDSR, per via della quale Meleșcanu lasciò il partito e decise di costituire una nuova formazione politica insieme ad altri dissidenti (Mircea Coșea, Iosif Boda, Marian Enache). Nel dicembre 1997 fu nominato presidente del nuovo partito, Alleanza per la Romania (ApR) e riconfermato nella funzione anche nel marzo 2001. Il partito di Meleșcanu si professava come alternativa ai due poli che dominavano la scena politica: il PDSR (centro-sinistra) e la CDR (centro-destra, che guidava il governo con Victor Ciorbea).
Nonostante le premesse, il partito non ottenne il successo auspicato. Dopo aver conseguito discreti risultati alle elezioni amministrative del 2000 (comunque sotto il 10%), cercò un'intesa con il Partito Nazionale Liberale (PNL), gruppo di centro-destra, per una candidatura congiunta alle presidenziali dello stesso anno. Meleșcanu proponeva se stesso, mentre il PNL preferì sostenere Theodor Stolojan, elemento che fece fallire le trattative.
Alle elezioni parlamentari in Romania del 2000 ApR non riuscì ad ottenere alcun seggio tra camera dei deputati e senato, mentre alle elezioni presidenziali (vinte facilmente da Ion Iliescu) Meleșcanu ottenne appena l'1,9% delle preferenze.

### Passaggio al PNL ed esperienza nel governo Tăriceanu

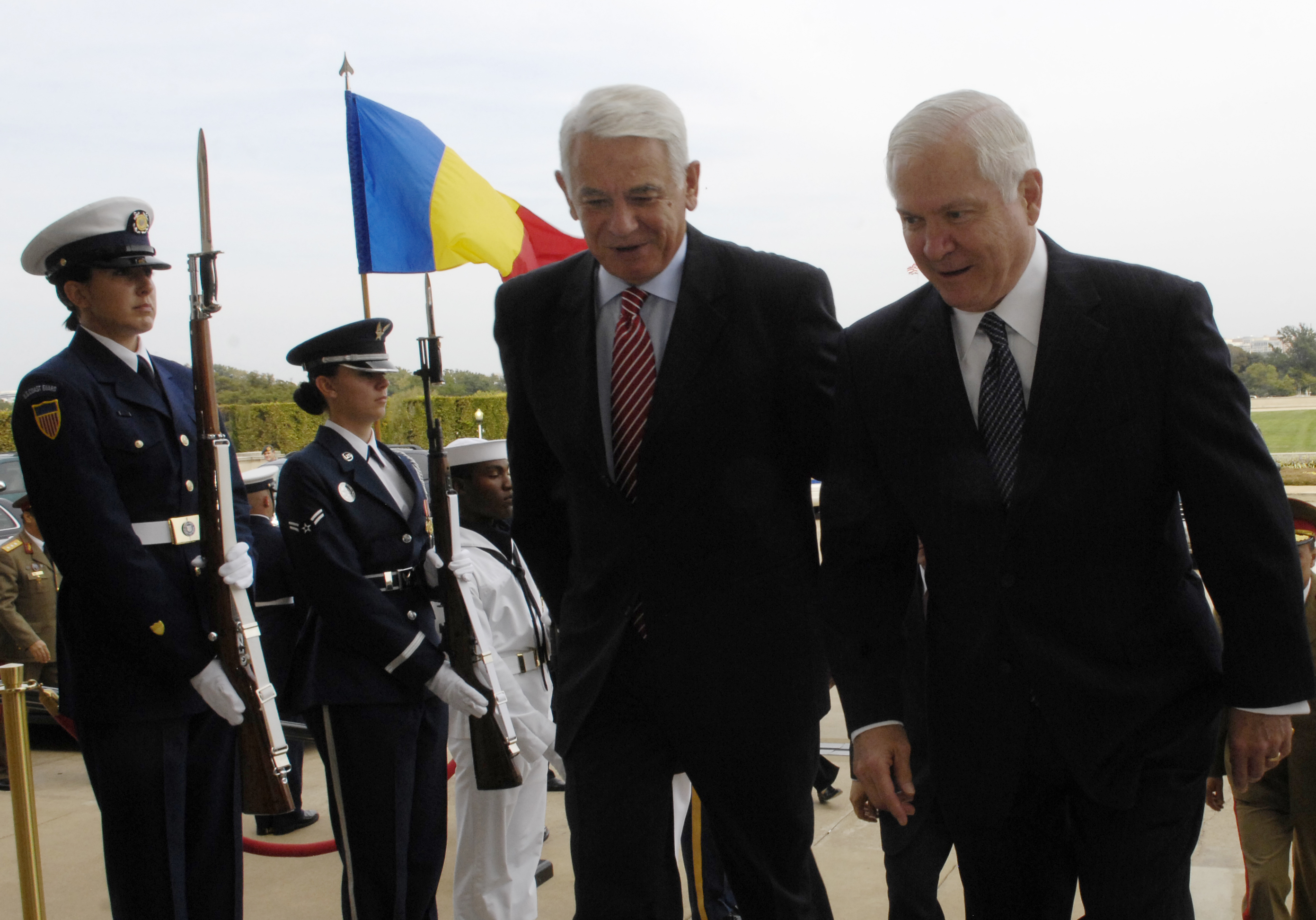
Teodor Meleșcanu nel settembre 2008, all'epoca ministro della difesa, insieme al Segretario della difesa degli Stati Uniti d'America Robert Gates prima di un incontro al Pentagono sugli accordi bilaterali sulla difesa

Dopo il fallimento elettorale, nel 2002 ApR sparì definitivamente dalla scena politica e confluì interamente nel Partito Nazionale Liberale, all'interno del quale Meleșcanu rivestì subito il ruolo di vicepresidente ed assunse altre funzioni dirigenziali. Nominato inizialmente primo vicepresidente del partito nel 2002, fu confermato vicepresidente nel corso del congresso ordinario del febbraio 2005 e vicepresidente con competenze sulle relazioni internazionali in occasione del congresso straordinario del gennaio 2007.
Alle elezioni parlamentari in Romania del 2004 il PNL si presentò in alleanza con il Partito Democratico (PD) nella coalizione di centro-destra Alleanza Giustizia e Verità che portò Călin Popescu Tăriceanu alla guida del governo. Meleșcanu fu eletto al senato con il PNL nel distretto di Prahova. In qualità di senatore fu membro della commissione per la politica estera e di quella per le nomine, i regolamenti e le immunità dei senatori.
Il 5 aprile 2007, in seguito all'uscita del PD dalla coalizione di governo, Tăriceanu decise un rimpasto che portò Meleșcanu alla guida del ministero della difesa in sostituzione di Sorin Frunzăverde.
Dopo le contestate dimissioni del ministro della giustizia Tudor Chiuariu richieste personalmente dal presidente Traian Băsescu, che poi si scontrò anche con Tăriceanu sull'eventuale designazione di Norica Nicolai, tra il 15 gennaio 2008 e il 29 febbraio 2008 Meleșcanu fu anche ministro della giustizia ad interim, fino alla turbolenta nomina di Cătălin Predoiu.
Concluso il mandato, ottenne nuovamente l'elezione al senato nelle liste del PNL anche per la legislatura 2008-2012. Il PNL, tuttavia, fu sconfitto e passò all'opposizione di un governo guidato da Emil Boc, presidente del Partito Democratico Liberale (PD-L), vicino al presidente della repubblica Băsescu. Meleșcanu partecipò, in qualità di presidente, alla commissione permanente sulla difesa, l'ordine pubblico e la sicurezza nazionale e fu membro della commissione congiunta camera-senato per l'elaborazione di proposte legislative di revisione della costituzione.
Nel maggio 2010 fu indicato dal PNL per un posto di giudice alla Corte costituzionale della Romania, ma la proposta non ebbe seguito.

### Uscita dal PNL e direzione del Serviciul de Informații Externe
Mentre la posizione maggioritaria all'interno del PNL nei confronti delle politiche del presidente Băsescu era di ferma opposizione, come più volte manifestato dal presidente del partito Crin Antonescu, Meleșcanu mostrò sempre un atteggiamento meno duro. Nell'autunno del 2011 Meleșcanu dichiarò pubblicamente che «la coabitazione con Băsescu non è impossibile», attirando le critiche di Antonescu, che replicò «Meleșcanu può coabitare con Băsescu fuori dal PNL».
Nello stesso momento in cui Meleșcanu mostrò un'apertura nei confronti del capo di Stato, quest'ultimo il 27 febbraio 2012 lo nominò direttore del Serviciul de Informații Externe (SIE), i servizi segreti operanti in missioni all'estero. La posizione era vacante dal momento in cui il 9 febbraio l'ex direttore Mihai Răzvan Ungureanu era stato indicato come nuovo primo ministro dallo stesso Băsescu. In conseguenza del nuovo incarico, Meleșcanu si dimise dal senato e si autosospese dal PNL, ma Antonescu chiese agli iscritti di votare per la sua espulsione dal partito, mettendo fine alla sua militanza nella formazione liberale.

### Le elezioni presidenziali del 2014
Dopo due anni, il 22 settembre 2014 diede le proprie dimissioni dal SIE, manifestando l'intenzione di concorrere alle elezioni presidenziali in Romania del 2014 per decidere il successore di Băsescu. Il 23 settembre fu annunciata la sua candidatura come indipendente. Al primo turno del 2 novembre 2014 ottenne appena l'1,09% delle preferenze.
All'indomani del primo turno, lo scandalo relativo alle difficoltà di voto nelle sezioni elettorali istituite all'estero, presso le quali molti elettori furono impossibilitati ad esprimere la propria preferenza a causa dell'affollamento e delle lunghe code ai seggi, tuttavia, costrinse il ministro degli esteri Titus Corlățean (Partito Social Democratico, PSD) a dare le dimissioni. Il 10 novembre il ministero fu affidato all'esperto Teodor Meleșcanu. Al ballottaggio tra Victor Ponta e Klaus Iohannis del 16 novembre, il ripetersi delle stesse difficoltà, per le quali non fu possibile garantire la possibilità di votare a tutti i cittadini all'estero che ne avevano diritto, però, spinse Meleșcanu ad abbandonare il ministero dopo appena una settimana, decisione che gli valse il record di permanenza minima alla guida di un ministero nella storia della Romania postrivoluzionaria. Dopo aver lasciato il ministero fu consigliere personale del premier Ponta sulle materie di difesa e sicurezza nazionale.

### Adesione all'ALDE e ministro di Grindeanu, Tudose e Dăncilă

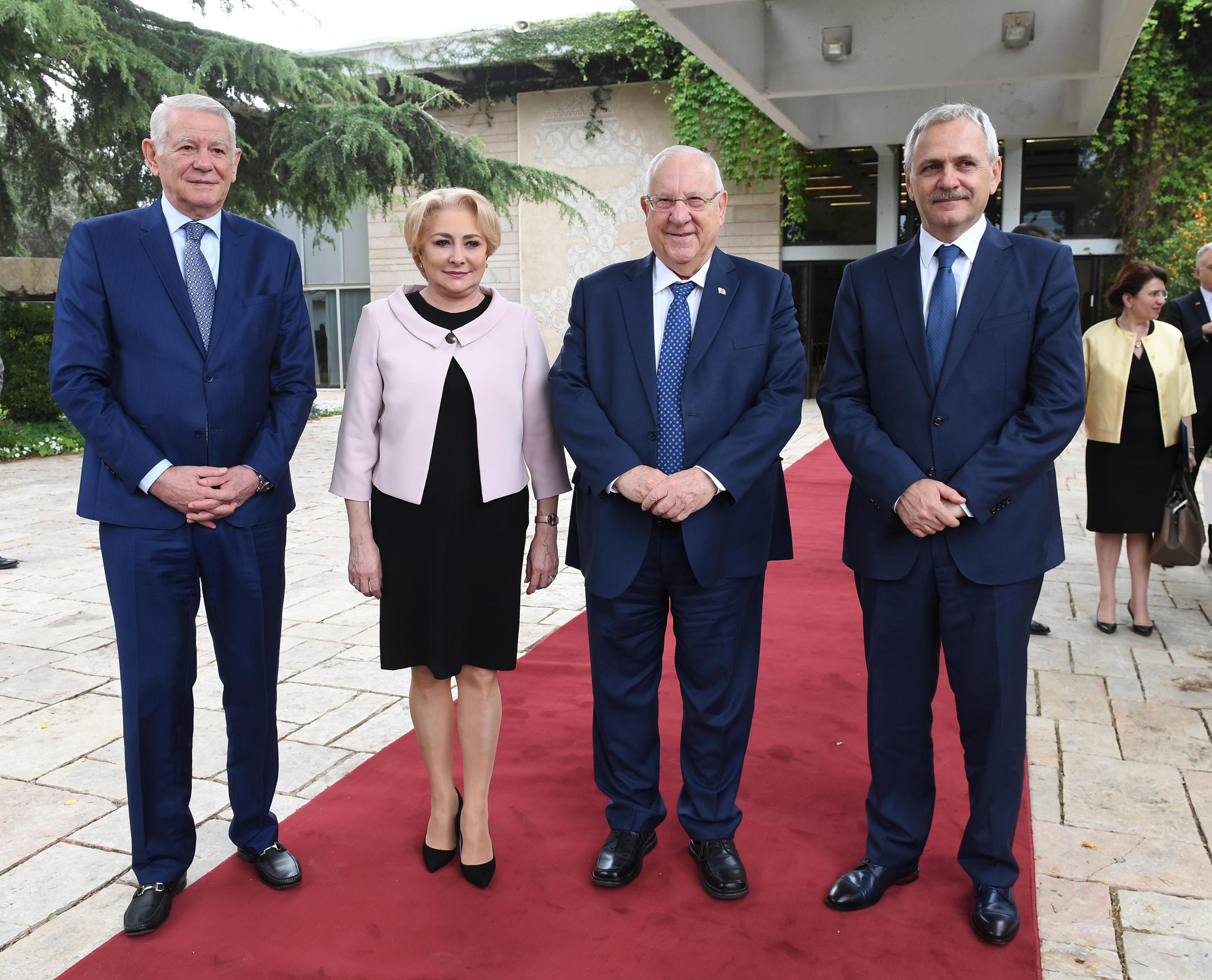
Teodor Meleșcanu in visita ufficiale in Israele con il primo ministro Viorica Dăncilă, il presidente israeliano Reuven Rivlin e il presidente della camera dei deputati Liviu Dragnea nell'aprile 2018.

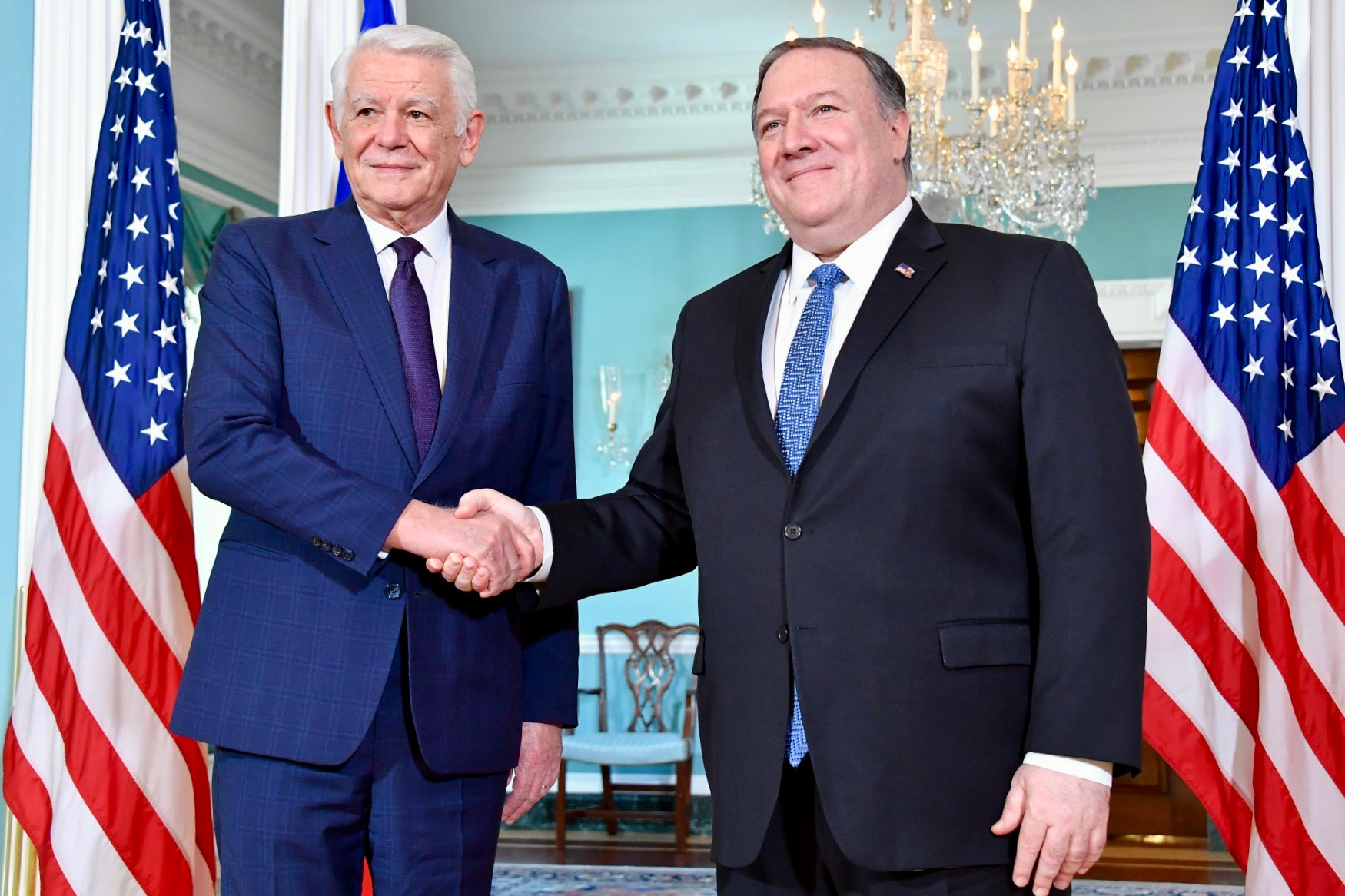
Teodor Meleșcanu con il segretario di stato Mike Pompeo nell'aprile 2019.

Nel gennaio 2016 si iscrisse al nuovo partito di ispirazione liberale fondato nel 2015 da Tăriceanu, l'Alleanza dei Liberali e dei Democratici (ALDE), che concorse in alleanza con i socialdemocratici del PSD alle elezioni parlamentari in Romania del 2016. Con l'ALDE, Meleșcanu ottenne il quarto mandato al senato della sua carriera e, nel gennaio 2017, fu nuovamente nominato ministro degli esteri del neonato governo Grindeanu. A livello di incarichi parlamentari fu membro della commissione sul regolamento (fino a giugno 2018), di quella per la convalida e di quella sulla difesa nazionale.
L'emergere di contrasti tra Dragnea e il premier Sorin Grindeanu, tuttavia, portò alla fine del governo. Mentre Grindeanu perse l'appoggio del PSD, i ministri, su indicazione del partito, presentarono le proprie dimissioni in massa, in modo da spingere il primo ministro a ritirarsi dal suo ruolo. Il governo Grindeanu cadde il 21 giugno 2017, su una mozione di sfiducia presentata dallo stesso PSD. Fu riconfermato nella stessa posizione anche nei successivi esecutivi sostenuti da PSD e ALDE, il governo Tudose e il governo Dăncilă.
Dal 1º gennaio al 30 giugno 2019 fu ministro degli esteri nel corso del semestre di presidenza del consiglio europeo della Romania. In tale periodo tra i punti dell'agenda politica dell'UE gestì l'ammodernamento dell'Organizzazione mondiale del commercio, il rafforzamento dei rapporti con gli Stati Uniti, l'accordo marittimo comune tra i paesi che si affacciano sul Mar Nero, la firma di accordi commerciali e sul libero scambio con Giappone, Singapore e Vietnam.
Nel maggio 2019 le polemiche che si protrassero per mesi, scaturite dall'organizzazione del voto per le elezioni europee nelle sezioni estere, quando numerosi elettori non riuscirono ad accedere ai seggi, tuttavia, ebbero ripercussioni sui ministri degli interni e degli esteri Carmen Dan (PSD) e Teodor Meleșcanu, ritenuti dall'opinione pubblica responsabili di tali problemi. Lo stesso presidente della repubblica, infatti, ne aveva chiesto pubblicamente le dimissioni. Pur prendendone le difese, i partiti della maggioranza nel mese di luglio decisero di sostituire i due ministri al centro delle controversie. Il 24 luglio Ramona Mănescu prese il posto di Meleșcanu.

### Presidenza del senato ed espulsione dall'ALDE
Nel settembre 2019 l'ALDE passò ufficialmente all'opposizione, abbandonando la coalizione di governo con il PSD, mentre il leader del partito Tăriceanu rinunciò alla posizione di presidente del senato. Nonostante ciò il PSD suggerì, a sorpresa, il nome di Meleșcanu come sostituto dello stesso Tăriceanu alla presidenza della camera alta. Tăriceanu ne minacciò l'espulsione dall'ALDE nel caso in cui l'ex ministro degli esteri avesse accettato l'offerta del partito di governo, bollando la proposta del PSD come un tentativo di spaccare l'unità della sua formazione politica.
Il 10 settembre Meleșcanu, che sottolineò la necessità di continuare la collaborazione con il PSD, fu eletto presidente del senato con 73 voti (il candidato dell'opposizione Alina Gorghiu si fermò a 59). Tăriceanu reclamò che la nomina era illegittima, poiché Meleșcanu non era stato candidato dal proprio partito alla funzione e che l'ALDE aveva proposto come proprio rappresentante Ion Popa, motivo per il quale l'elezione violava il regolamento del senato, che non avrebbe potuto votare un membro non convalidato dal proprio gruppo. Tăriceanu annunciò, quindi, un ricorso alla Corte costituzionale della Romania.
Nei giorni successivi Meleșcanu trattò in prima persona con il primo ministro l'ingresso di alcuni membri dell'ALDE nel gabinetto di governo. Per reazione il 13 settembre l'ufficio esecutivo dell'ALDE decretò l'espulsione di Meleșcanu, Ion Cupă, Grațiela Gavrilescu e Alexandru Băișanu. Mentre tre senatori ALDE si iscrissero al gruppo parlamentare del PSD, il gruppo dissidente costituì un nuovo partito, promosso da Remus Borza, Forza Nazionale (Forța Națională, FN). Meleșcanu vi si iscrisse ufficialmente il 18 ottobre, mentre il 15 novembre ne fu indicato come presidente ad interim, in vista di un congresso da celebrarsi nel 2020. Il progetto di Forza Nazionale, tuttavia, non durò a lungo, poiché il 9 giugno 2020 Meleșcanu annunciò la sua iscrizione al Partito del Potere Umanista di Dan Voiculescu.
Il 22 gennaio 2020 la Corte costituzionale si espresse sul ricorso presentato da 33 senatori (ALDE, PMP, PNL, UDMR e indipendenti) contro la sua elezione a capo della camera alta. La corte affermò che la sua nomina non rispettava la legge, costringendolo alle dimissioni. Con l'inizio della nuova sessione parlamentare, il 4 febbraio 2020 fu sostituito ad interim da Titus Corlățean (PSD).

## Aspetti controversi
Alcuni osservatori fecero notare che la sua scalata nella carriera diplomatica fosse stata favorita dalla vicinanza personale a Corneliu Mănescu, ex ministro degli esteri (1961-1972) e Presidente dell'Assemblea generale delle Nazioni Unite (1967).
Secondo le dichiarazioni di Mircea Răceanu (diplomatico condannato a morte da Ceaușescu nel 1989 con l'accusa di aver collaborato con i servizi segreti americani) e del generale Ion Mihai Pacepa (capo della Securitate, rifugiatosi negli Stati Uniti nel 1978), Meleșcanu sarebbe stato un ufficiale sotto copertura della Securitate, l'onnipresente polizia politica del regime. Nel 2006 Pacepa nello specifico dichiarò:
(Ion Mihai Pacepa)
Nel gennaio 2020 l'Institutul de Investigare a Crimelor Comunismului și Memoria Exilului Românesc avviò un'indagine contro Meleșcanu per le sue attività nelle giornate del 19 e 20 dicembre 1989 quando, in qualità di delegato della repubblica socialista rumena presso la conferenza dell'OSCE a Vienna, negò la repressione armata effettuata dal regime di Ceaușescu contro la popolazione di Timișoara nel contesto della rivoluzione rumena, nascondendo la violazione dei diritti umani commessa dallo stato e inducendo in errore i rappresentanti diplomatici degli altri stati.

## Vita privata
Durante gli anni all'Università di Bucarest conobbe la moglie Felicia, divenuta poi negli anni '70 giornalista e conduttrice televisiva, deceduta nel 2004. I due ebbero una figlia, Marina, medico odontoiatrico. Nel 2009 si sposò in seconde nozze con Viorica.

## Pubblicazioni
Autore di numerosi saggi e articoli su riviste specialistiche sui temi di diritto internazionale e scienze politiche, fu autore o coautore dei seguenti volumi:
- (FR) Teodor Meleșcanu, Drept internațional Public, Bucarest, Università di Bucarest, 1996.
- (RO) Teodor Meleșcanu, Pentru o altfel de politică, Iași, Polirom, 2000.
- (RO) Teodor Meleșcanu, Renașterea diplomației românești, Cluj, Editura Dacia, 2002.
- (RO) Teodor Meleșcanu, Riscuri și pericole la adresa securității, Bucarest, Editura Cavallioti, 2003.
- (FR) Jean Pierre Cot e Teodor Meleșcanu, Charte des Nations Unies, commentaire article par article, Parigi, Editions Economica, 2005.
- (RO) Șerban Cioculescu e Teodor Meleșcanu, Manual de analiză a politicii externe, Iași, Polirom, 2010.